# Astragalus crymophilus
Astragalus crymophilus är en ärtväxtart som beskrevs av Ivan Murray Johnston. Astragalus crymophilus ingår i släktet vedlar, och familjen ärtväxter. Inga underarter finns listade i Catalogue of Life.